# Мазуров Дмитро Володимирович
Дмитро Володимирович Мазуров (рос. Дмитрий Владимирович Мазуров; нар. 13 квітня 1981, Новосибірськ, РРФСР, СРСР) — російський актор.

## Життєпис
Дмитро Мазуров народився 13 квітня 1981 року в Новосибірську.
У 2002 році закінчив Новосибірське театральне училище. Цього ж року вступив на третій курс Всеросійського державного інституту кінематографії, який закінчив у 2004 році.

## Фільмографія
| Рік       |   | Українська назва                | Оригінальна назва                 | Роль                                       |
| --------- | - | ------------------------------- | --------------------------------- | ------------------------------------------ |
| 2019      | с | Шифр                            | Шифр                              | Євген Крупнов                              |
| 2017      | с | Психологині                     | Психологини                       | Семен, майор МНС                           |
| 2018      | с | Морозова-2                      | Морозова-2                        | Роман Морозов                              |
| 2017      | с | Морозова                        | Морозова                          | Роман Морозов                              |
| 2015      | с | Матусі                          | Мамочки                           | Олег, власник лазні, колишній коханий Віки |
| 2008      | с | Універ                          | Универ                            | Тимофій Попов, художник                    |
| 2012—2014 | с | Карпов                          | Карпов                            | Павло Ткачьов, оперуповноважений           |
| 2012      | с | Іван і Толян                    | Иван и Толян                      | Михайло Пославський                        |
| 2011      | с | Метод Лаврової                  | Метод Лавровой                    | Дмитро Терентьєв                           |
| 2011—2014 | с | П'ятницький                     | Пятницкий                         | Павло Ткачьов, оперуповноважений           |
| 2010      | ф | Стомлені Сонцем 2: Передстояння | Утомлённые солнцем 2: Предстояние | солдат із НКВД                             |
| 2009      | ф | Будинок для двох                | Дом для двоих                     | Михайло Сафонов, брат Насті                |
| 2007      | с | Вогонь кохання                  | Огонь любви                       | Єгор Панін, напарник Прозорова             |
| 2007      | ф | Лабіринти кохання               | Лабиринты любви                   | Стас Одинцов                               |
| 2006—2008 | с | Хто в хаті господар?            | Кто в доме хозяин?                | Едуард Старський                           |
| 2003—2004 | с | Бідна Настя                     | Бедная Настя                      | епізодична роль                            |